# Дисперсионная призма

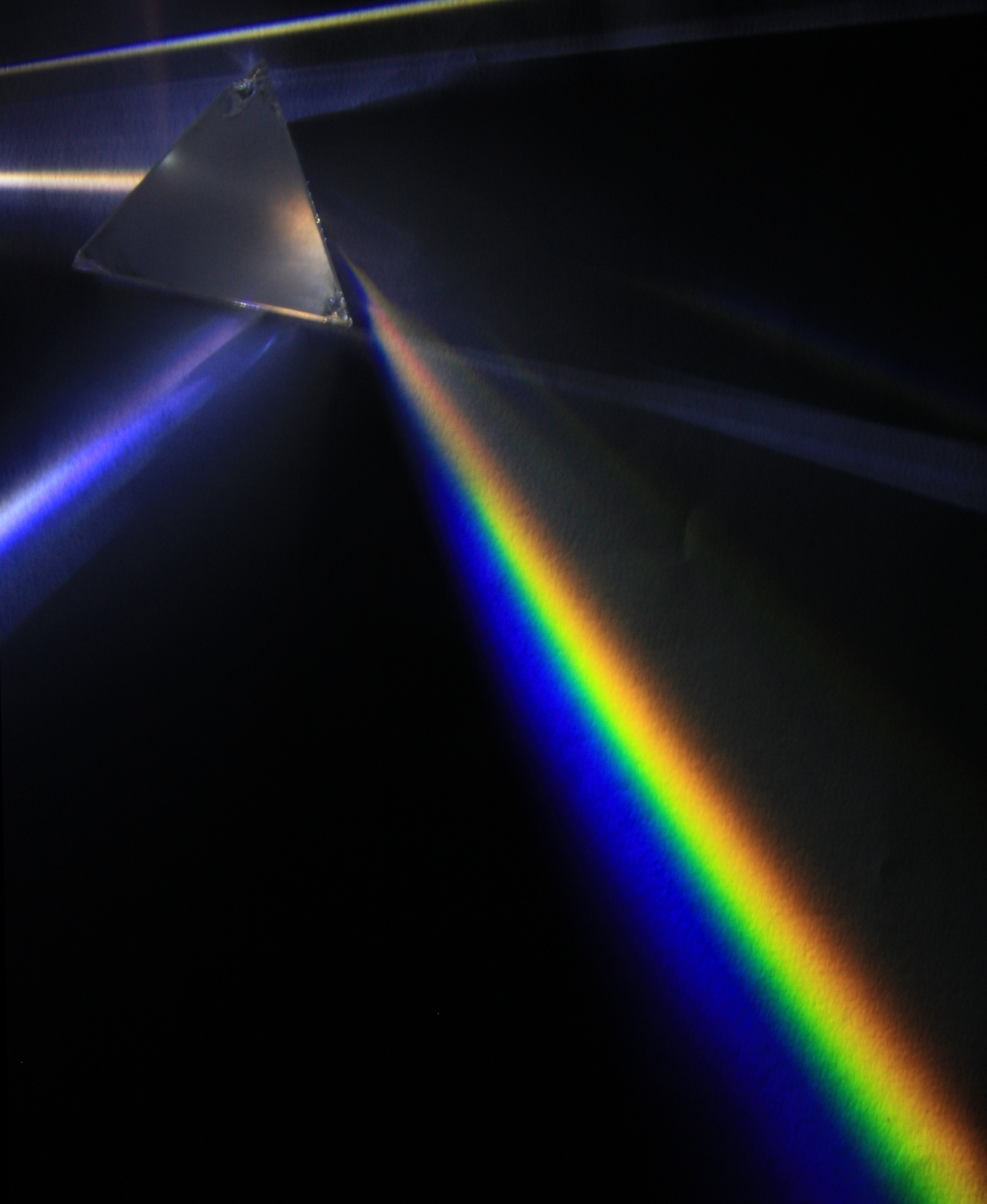
Фотография треугольной призмы с диспергированным светом.

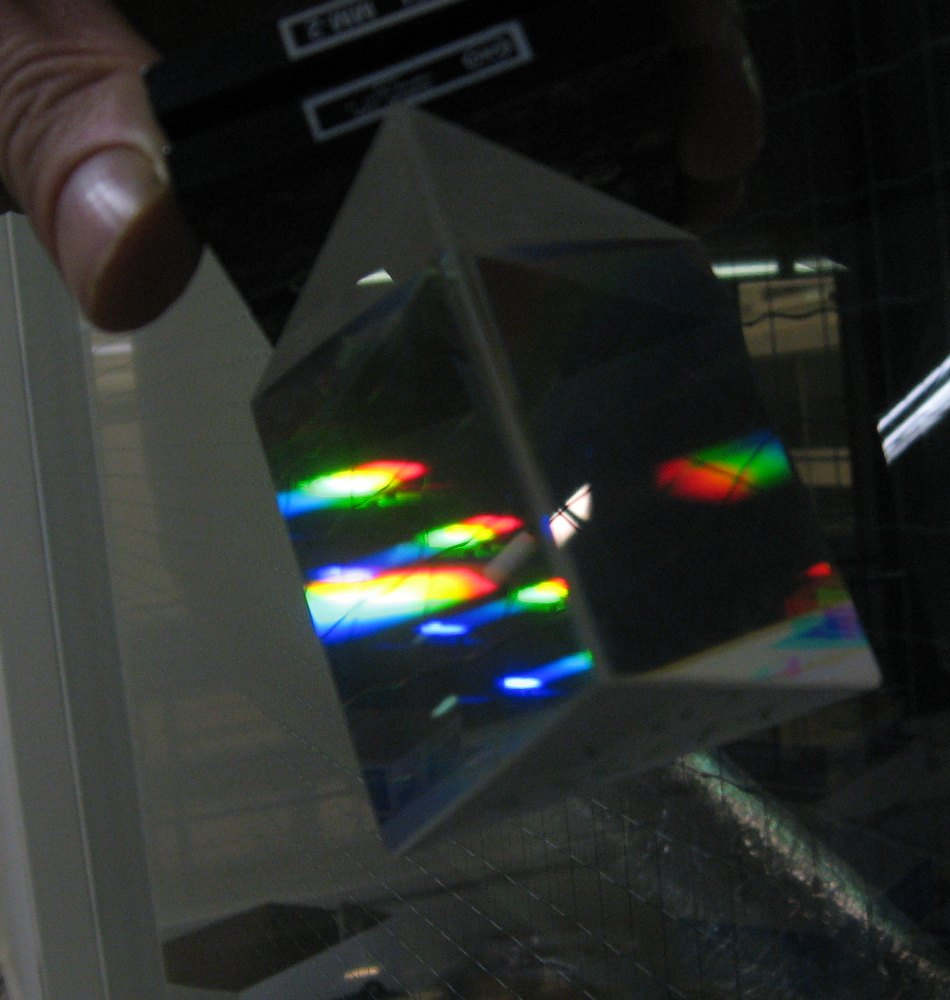
Лампы, видимые сквозь призму

В оптике дисперсионная призма — оптическая призма, обычно имеющую форму геометрической треугольной призмы, используемую в качестве спектроскопического компонента. Спектральная дисперсия — наиболее известное свойство оптических призм, хотя и не самая частая цель использования оптических призм на практике. Треугольные призмы используются для спектрального разложения света, то есть для разделения его на спектральные составляющие (цвета радуги для видимой области электромагнитного спектра). Свет разных длин волн (цветов) будет отклоняться призмой под разными углами, создавая спектр на детекторе (или видимый через окуляр). Это происходит из-за того, что показатель преломления материала призмы (часто, но не всегда, стекла) меняется в зависимости от длины волны. Применяя закон Снеллиуса, можно увидеть, что по мере изменения длины волны света и соответственно показателя преломления для данной длины волны, изменяется также угол преломления светового луча, пространственно разделяя свет на цвета. Обычно более длинные волны (красный цвет) подвергаются меньшему отклонению, чем более короткие волны (синий цвет), для которых показатель преломления больше.
Подробное математическое описание однопризменной дисперсии дано Борном и Вольфом. Случай дисперсии с несколькими призмами рассматривает Дуарте.
Разложение белого света на цвета с помощью призмы привело сэра Исаака Ньютона к выводу, что белый свет состоит из смеси разных цветов.

## Обзор
Хотя показатель преломления зависит от длины волны света в каждом материале, некоторые материалы имеют гораздо более сильную зависимость дисперсии от длины волны, чем другие. Призмы из крона, такого как BK7, имеют относительно небольшую дисперсию, в то время как кремниевые стёкла (или флинт) имеют гораздо более высокую дисперсию (для видимого света) и, следовательно, более подходят для использования в качестве дисперсионных призм. Плавленый кварц и другие оптические материалы используются на ультрафиолетовых и инфракрасных длинах волн, где обычные стёкла становятся непрозрачными.
Верхний угол призмы (угол кромки между входной и выходной гранями) может быть расширен для увеличения спектральной дисперсии. Однако его часто выбирают так, чтобы и входящие, и исходящие световые лучи падали на поверхность под углом Брюстера; поскольку за пределами угла Брюстера потери на отражение значительно возрастают. Чаще всего дисперсионные призмы бывают равносторонними (угол при вершине составляет 60 градусов), где это наблюдается.

## Типы
- Треугольная призма
- Призма Аббе
- Призма Пеллин — Брока
- Призма амичи
- Составная призма
- Призма Литтрова — треугольная призма 30:60:90 с зеркальной, светоотражающей гранью, которая дважды отражается от одной и той же противоположной грани.

## Схемы размещения решёток и призм
Существует шесть схем размещения дифракционной решётки или призмы, которые считаются «классикой».
- Пашен — Рунге
- Игл
- Вадсворт
- Эберт — Фасти
- Литтров
- Пфунд

## Гризмы (решётчатые призмы)
Дифракционную решётку можно сформировать на одной грани призмы с образованием элемента, называемого «гризмой». Спектрографы широко используются в астрономии для наблюдения за спектрами звёзд и других астрономических объектов. Введение призмы в коллимированный луч астрономическую ПЗС камеру превращает эту камеру в спектрометр, поскольку луч всё ещё продолжает двигаться примерно в том же направлении, проходя через неё. Отклонение призмы ограничено, чтобы точно компенсировать отклонение из-за дифракционной решётки на центральной длине волны спектрометра.
Компонент спектрометра другого типа, называемый погружённой дифракционной решёткой, также состоит из призмы с дифракционной решёткой, расположенной на одной из поверхностей. Однако в этом случае решётка используется для отражения, когда свет падает на решётку изнутри призмы, прежде чем полностью отражается обратно в призму (и выходит с другой стороны). Уменьшение длины волны света внутри призмы приводит к увеличению результирующего спектрального разрешения на величину отношения показателя преломления призмы к показателю преломления воздуха.
При использовании гризмы или погружённой дифракционной решётки основным источником спектральной дисперсии является сама решётка. Любой эффект из-за хроматической дисперсии от самой призмы является случайным, в отличие от реальных призменных спектрометров.

## В популярной культуре
Воспроизведение художником дисперсионной призмы можно увидеть на обложке альбома Pink Floyd «The Dark Side of the Moon», одного из самых продаваемых альбомов всех времён. Культовый рисунок показывает, как луч белого света входит в призму и начинает разделяться, и также показывает спектр, покидающий призму.